# ختب (فرسان)
قرية خَتب إحدى قرى منطقة جازان وهي قرية سكنية تابعة لبلدية محافظة فرسان جنوب غرب المملكة العربية السعودية، تبعد أكثر من 60 كم باتجاه الشمال الغربي من مدينة فرسان.

## الموقع
تقع قرية ختب جنوب غرب المملكة على جزيرة السقيد، تبعد عن قرية السقيد مسافة 10 كم باتجاه الشمال الغربي، وهي تقع عند خط طول 41 درجة وخط العرض 16 درجة.

## انظر ايضاً
- المحصور
- السقيد
- أبو طوق

## وصلات خارجية
- بيانات المجلس البلدي من الأمانة العامة لشؤون المجالس البلدية.
- حصر الخدمات بالمدن والقرى بمنطقة جازان. نسخة محفوظة 25 يناير 2020 على موقع واي باك مشين.
- دليل الخدمات بمنطقة جازان.
- مصلحة الإحصاءات العامة والمعلومات.